# Rådmand Halds Gård
Rådmand Halds Gård eller blot Halds Gård er en firlænget fredet bygning i Aarhus, Danmark. Huset blev opført i 1870 og blev fredet den 7. oktober 1970 af Slots- og Kulturstyrelsen. Den ligger i det centrale del af Indre by i området Vesterport.